# Hodíškov
Hodíškov (en allemand : Hodischkau) est une commune du district de Žďár nad Sázavou, dans la région de Vysočina, en République tchèque. Sa population s'élevait à 159 habitants en 2020.

## Géographie
Hodíškov se trouve à 7,6 km au sud-est de Nové Město na Moravě, à 9,7 km au sud-sud-est de Žďár nad Sázavou, à 34,5 km au nord-est de Jihlava et à 133 km à l'est-sud-est de Prague.
La commune est limitée par Nové Město na Moravě au nord, par Řečice à l'est, par Bohdalec au sud, et par Obyčtov au sud et à l'ouest.

## Histoire
La première mention écrite de la localité date de 1412.

## Transports
Par la route, Hodíškov se trouve à 12 km de Žďár nad Sázavou, à 41,5 km de Jihlava et à 163 km de Prague.